# Fanatisme
Fanatisme (v. Lat. fanaticus = door een godheid gedreven, bezeten, v. fanum = heiligdom) is een felle hartstochtelijke ijver voor iets, gepaard met onverdraagzaamheid jegens andersdenkenden. De Romeinen gebruikten het woord onder andere voor de Galli, de in extase tot excessen vervallende priesters van Cybele.
De Spaans-Amerikaanse filosoof George Santayana (1863-1952) zei: "Fanatisme bestaat erin dat je dubbele pogingen onderneemt als je je doel bent vergeten";
Winston Churchill zei: "Een fanaticus is iemand die niet van gedachten kan veranderen en die niet van onderwerp wil veranderen".
Het verschil tussen een fan en een fanaticus (of fanatiekeling) is dat, hoewel beiden een overweldigende interesse in en sympathie voor een bepaald onderwerp hebben, het gedrag van een fanaticus gezien wordt als sociale normen overschrijdend, terwijl dat van een fan deze normen niet overschrijdt (maar misschien wel als ongewoon wordt ervaren).
Een fanaticus verschilt in zoverre van een malloot dat de laatste term meestal wordt geassocieerd met een positie of mening die zo ver van de normen is verwijderd dat deze als belachelijk of bewijsbaar fout kan worden geduid, terwijl het onderwerp van obsessie van een fanaticus heel goed als "normaal" kan worden beschouwd, waarbij alleen de schaal van toewijding als disproportioneel kan worden beschouwd.

## Categorieën van fanatisme
- consumenten fanatisme - het niveau van betrokkenheid of interesse die men heeft bij een bepaald persoon, groep, trend, kunstwerk of idee.
- religieus fanatisme - door sommigen beschouwd als de extreme vorm van religieus fundamentalisme.
- politiek, ideologisch fanatisme.
- etnisch, nationalistisch, racistisch fanatisme.
- vrijetijdsfanatisme - hoge niveaus van intensiteit, enthousiasme, toewijding en ijver worden getoond bij sommige vrijetijdsbestedingen (denk aan Wiki's vullen).[5]